# Kongeriget Danmarks Hypotekbank
Kongeriget Danmarks Hypotekbank og Finansforvaltning var en tidligere statsinstitution under Finansministeriets ressortområde, der blev oprettet i 1906. Hypotekbanken optog lån, der primært skulle genudlånes til investeringsopgaver af samfundsmæssig betydning.
Ved udgangen af året 1998 ophørte Hypotekbankens bankvirksomhed med formidling af lån, og statsinstitutionen ændrede navn til Finansstyrelsen.
| Myndighed | Spire Denne artikel om en offentlig myndighed er en spire som bør udbygges. Du er velkommen til at hjælpe Wikipedia ved at udvide den. |